# Classe Sa'ar 4.5
Le unità classe Saar 4.5 sono corvette missilistiche israeliane derivate dalle Sa'ar IV o Reshef, di cui risultano una versione ingrandita, con lo scafo, le sovrastrutture e l'apparato motore che presentano molti elementi in comune con le unità classe Sa'ar IV con sostanziali modifiche, che permettendo l'imbarco di più sistemi di armi, fanno di queste navi delle unità multiruolo, capaci di operare in missioni di pattugliamento costiero, pattugliamento in altura, missioni di scorta, picchetto radar e missioni antisommergibile.
Le unità sono state costruite in Israele presso gli stabilimenti Israel Shipyard di Haifa.
La classe è a sua volta suddivisa in due sottoclassi: la prima, inizialmente chiamata "Chochit" (ebraico: חוחית), ma rinominata Aliya (ebraico: עליה) era costituita dalle prime unità della marina israeliana che disponevano di una componente aerea imbarcata; la seconda, inizialmente denominata "Nirit" (ebraico: נירית) ma rinominata Hetz (Hebrew: חץ) in versione di attacco rapido, che sacrificava la componente aeronavale in cambio di un armamento notevolmente più potente.

## Caratteristiche
Lo scafo in acciaio delle Sa'ar 4.5 è lungo 61,7 metri mentre sulle Sa'ar IV era 58 metri. L'allungamento dello scafo ha consentito di imbarcare un maggior numero di sistemi d'arma e che non ha comunque alterato le prestazioni in termini di velocità e di tenuta al mare. Lo scafo semidislocante, concepito essenzialmente per andature a velocità elevate, conserva tuttavia anche la capacità di operare in condizioni di mare fino a forza sei. Il dislocamento standard è di 430 tonnellate, mentre il dislocamento a pieno carico è di 488 tonnellate per le unità della versione elicotteristica e di 498 per le unità della versione di attacco rapido, mentre il pescaggio è contenuto in 2,8 metri, consentendo a queste imbarcazioni di operare anche in acque poco profonde.
Le sovrastrutture in lega di alluminio sulle Aliya erano in due blocchi, di cui il primo blocco contenente la plancia di comando e la centrale operativa di combattimento e il secondo l'hangar per la componente aerea imbarcata, e parte dell'armamento collocato tra i due blocchi di sovrastrutture. Nelle sottoclasse Hetz la sovrastruttura dalle dimensioni ridotte era invece limitata al solo blocco contenente la plancia di comando e la centrale operativa di combattimento, con un grande albero che racchiude gran parte dei sistemi elettronici della nave; grazie alle sue forme, la sovrastruttura consente una significativa riduzione della traccia radar, ottenuta anche grazie all'utilizzo di materiali radar assorbenti, e di quella termica, in quanto opportunamente raffreddata. La segnatura radar complessiva della naveche risulta contenuta anche grazie al ridotto profilo dello scafo.
L'apparato motore costituito da quattro motori diesel MTU 16V 396 da oltre 3.400 Hp ciascuno era collocato in due sale macchine separate e ogni motore collegato a un proprio asse. La potenza dell'apparato motore era tale da far raggiungere a queste unità una velocità di punta superiore ai 33 nodi, alla quale corrisponde un'autonomia di 2.200 miglia, e una di crociera di circa 20 nodi con un'autonomia pari, in questo caso, a 4.800 miglia che permettevano a queste unità di operare sia come unità litoranene, sia di essere utilizzate in altura anche per missioni tipiche delle unità di squadra.
L'elettronica di bordo è costituita da un articolato e sofisticato complesso di sensori. Quelli principali, il radar di ricerca aerea e di superficie e il radar di tiro sono diversi tra le due sottosclassi, mentre sono uguali il radar di navigazione e il sistema elettro-ottico per la sorveglianza diurna/notturna con un Flir, una Camera CCD e un telemetro laser. Come nelle precedenti Sa'ar l'elettronica è uno dei punti di forza di queste unità con una suite integrata di guerra elettronica che comprende comprendente un sistema ESM per individuazione, analisi e identificazione dei segnali elettronici, un apparato di jamming per il disturbo elettronico dei missili in arrivo, che possono poi essere contrastati anche da un sistema di lancio di decoys, apparato RWR Elisra NS-9003A/9005, lanciachaff Elbit costruiti dall'Israel Aerospace Industries.
L'insieme dei sensori e dei sistemi è integrato in un sistema di combattimento adeguato che utilizza console multifunzionali basate su sistemi operativi di tipo commerciale, semplici da usare e da aggiornare, consentendo l'integrazione dei dati forniti dai sensori stessi e di quelli ottenuti da altre fonti, che possono essere altre unità navali, piattaforme terrestri o piattaforme aeree, con insieme sviluppato di apparati di comunicazione, operanti nelle bande HF, VHF, UHF e data-link utilizzati per il trasferimento ad alta velocità dei dati.
Il tutto viene gestito da un equipaggio relativamente ridotto composto da 53 tra ufficiali, sottufficiali e comuni.

## Tipo Aliya

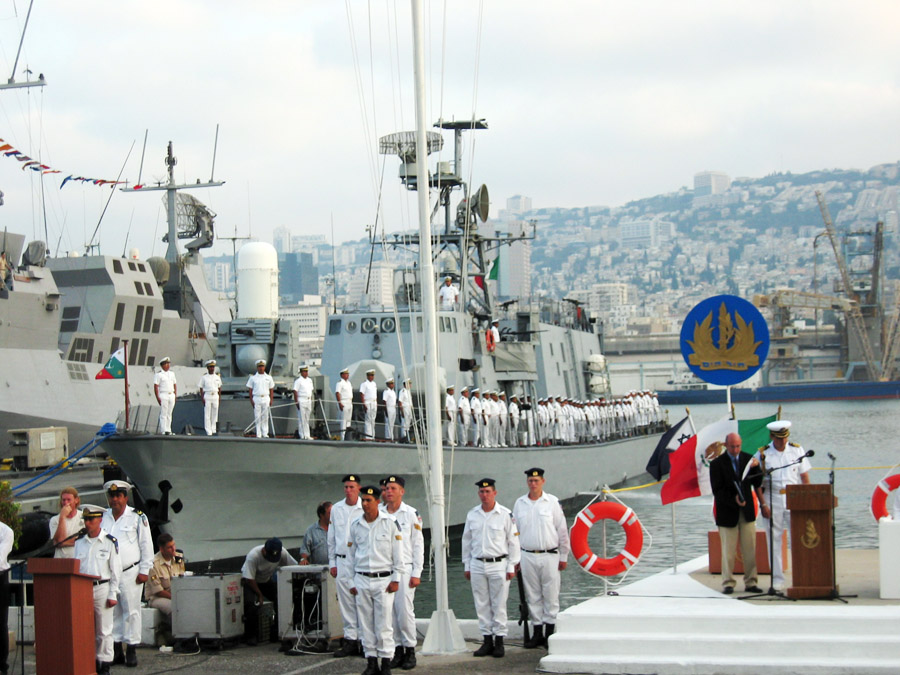
Cerimonia di consegna delle unità israeliane alla Marina messicana

Le unità della sottoclasse Aliya sono state le prime navi israeliane a imbarcare una componente aerea. Le unità potevano imbarcare uno o due elicotteri di cui uno da ricoverare nell'hangar e l'altro nella piattaforma di atterraggio. Inizialmente gli elicotteri erano un Bell 206 o un HH 65 Dauphin o due MD 500, sostituiti successivamente da un Eurocopter Panther.
Le unità realizzate furono due: la capoclasse Aliya, varata nell'agosto del 1980 e l'unità gemella Geula varata a dicembre dello stesso anno.
L'armamento era costituito da quattro missili antinave Harpoon, quattro missili Gabriel Mk II, una mitragliera da 40 mm, poi sostituita nel 1986 da un sistema CIWS Phalanx, due mitragliere antiaeree da 20 mm Oerlikon e due mitragliatrici da 12,7 mm Browning M2.
Il radar di ricerca aerea e di superficie era un Thales Neptune e il radar di tiro un Orion di fabbricazione italiana
Nell'agosto del 1984 le due unità vennero inviate a distruggere le postazioni terroristiche di Nahr al-Bared, nel nord del Libano. I due MD 500 decollati dal ponte di volo dell'Aliya e i due dell'unità gemella Geula colpirono con successo i bersagli. Nel luglio del 1985 le due unità portarono a termine una simile missione nei pressi di Nahr al-Bared.
Nel gennaio 2004 le due navi vennero vendute al Messico. Aliya e Geula rispettivamente con i nomi di ARM Huracán e ARM Tormenta innalzarono il Pabellòn Nacional dopo la cerimonia di consegna avvenuta il 23 agosto del 2004. Gli israeliani prima della vendita avrebbero rimosso i missili Harpoon.
Dal progetto delle Aliya è stato sviluppato il progetto delle corvette Classe Sa'ar V.

## Classe Hetz
La caratteristica più rilevante di queste unità è data dal fatto che in termini di rapporto tra potenza di fuoco e dislocamento sono considerate le più potenti navi da guerra del mondo in quanto su di una piattaforma di dimensioni relativamente contenute sono presenti un numero veramente elevato di sistemi d'arma. Per quanto riguarda l'armamento artiglieresco il CIWS Phalanx (Close in weapon system) collocato a prua, con le sue sei canne rotanti da 20 mm e i propri apparati di ricerca e tracciamento garantisce la difesa dai missili antinave, mentre il cannone da 76 mm Compatto di fabbricazione italiana, costruito dalla Oto Melara di La Spezia, posto a poppa, e di fatto l'arma di maggior calibro in dotazione alla Marina israeliana, è utile sia contro bersagli navali, sia contro bersagli aerei, sia nel bombardamento contro-costa. L'armamento leggero è costituito da due mitragliere antiaeree 20 mm Oerlikon e due mitragliatrici da 12,7 mm Browning M2 ed è inoltre possibile installare due affusti stabilizzati Typhoon con un pezzo da 25 mm ciascuno, realizzato dall'israeliana Rafael.
Per quanto riguarda la dotazione missilistica è costituita da otto missili antinave Harpoon in due lanciamissili quadrupli, fino a seimissili Gabriel Mk II in due lanciamizzili tripli brandeggiabili o fino a 32 missili Barak I in due VLS, con un totale di 16 missili pronti al lancio più una ricarica di altri 16 missili. Ai missili Barak è affidato il contrasto di bersagli aerei, sia velivoli ad ala fissa, sia ad ala rotante, ma anche di missili e assicurano la difesa dell'unità a 360° fino a una quota di 5,5 km e di 10 km di portata, mentre per quanto riguarda il contrasto dei bersagli di superficie, sono imbarcati due sistemi differenti: il missile a lungo raggio Harpoon con un raggio d'azione portata oltre 130 km e sei missili a medio raggio Gabriel II di 36 km di portata massima. La presenza dei Gabriel è però alternativa ai Barak che sono missili antiaerei. In alcune unità erano presenti un lanciamissile triplo dei Gabriel e un VLS per i Barak, ma essendo già le unità dotate di un sistema missilistico antinave i missili Gabriel sono stati progressivamente rimossi fino alla totale rimozione nel 2006.
Rispetto alle Aliya il radar di ricerca aerea e di superficie "Neptune" è stato sostituito dal radar EL/M-2228S in banda S tipo AMDS (Automatic Missile Detection System) che oltre ad assolvere le funzioni di sorveglianza aerea e di superficie ha anche ulteriori capacità nel settore della direzione del tiro. Il radar di tiro Orion è stato sostituito dal radar Elta EL/M-2221 Stgr (Search, Track & Guidance/Gunnery Radar) in doppia banda X e Ka, dedicato al controllo del missile Barak-1 e per la direzione del tiro del cannone da 76/62.
Lo sviluppo e la costruzione di queste unità è stato per certi versi travagliato. Inizialmente era stato prevista la costruzione di due unità elicotteristiche, Aliya e Geula, e tre unità di attacco rapido, Romach, Keshet e Nirit, che sacrificando la componente aerea imbarcata in cambio di un armamento notevolmente più potente. Le prime due sostituivano due unità omonime Sa'ar IV vendute al Cile rispettivamente nel 1979 e nel 1980. Delle due unità la prima, varata nel 1981, è entrata in servizio lo stesso anno, la seconda è stata varata ed è entrata in servizio nel 1982. La costruzione della terza unità, denominata Nirit, era stata avviata nel 1984, ma venne sospesa per mancanza di fondi.
Nel 1988 la Marina israeliana decise di ammodernare le Sa'ar IV e la costruzione della Nirit venne ripresa e la nave varata nel 1990 è entrata in servizio nel 1991 ribattezzata Hetz con sistemi più moderni e di conseguenza anche le altre due unità, precedentemente entrate in servizio,  Romach e Keshet vennero aggiornate agli stessi standard operativi della Hetz.
Altre tre unità, denominate Kidon, Tarshish eYaffo sono entrate in servizio rispettivamente nel 1994, nel 1995 e nel 1998. Sulle tre unità vennero imbarcati sistemi e armi provenienti da tre unità omonime della Classe Sa'ar IV che erano state smantellate. Altre due unità denominate Herev e Sufa sono rispettivamente entrate in servizio nel 2002 e nel 2003, portando a otto le unità del "tipo Hetz" che costituiscono l'ossatura del corpo navale israeliano.